# 4984 Патрікміллер
4984 Патрікміллер (4984 Patrickmiller) — астероїд головного поясу, відкритий 7 листопада 1978 року.
Тіссеранів параметр щодо Юпітера — 3.595.